# Syraklorid

Syraklorider, acylklorider är derivat av karboxylsyror och innehåller den funktionella gruppen (R-COCl). Syrabromider och syrafluorider förekommer också men deras användning är liten i förhållande till syrakloridernas.

## Reaktioner
Syraklorider är reaktiva elektrofiler och reagerar med nukleofiler under avspjälkning av den lämnande gruppen klorid (Cl-). Exempelvis reagerar de med alkoholer under bildande av estrar, och med aminer under bildande av amider: 
{\displaystyle {\rm {{\mathit {R}}\!-\!COCl+{\mathit {R'}}\!\!-\!OH\rightarrow {\mathit {R}}\!-\!COO\!-\!{\mathit {R'}}}}}
{\displaystyle {\rm {{\mathit {R}}\!-\!COCl+{\mathit {R'}}\!\!-\!NH_{2}\rightarrow {\mathit {R}}\!-\!CONH\!-\!{\mathit {R'}}}}}
Syraklorider används vidare som elektrofiler vid Friedel-Crafts-acyleringar.

## Framställning
Syraklorider framställs enkelt ur motsvarande karboxylsyra genom klorering med SOCl2, PCl3 eller PCl5.
{\displaystyle {\rm {{\mathit {R}}\!\!-\!COOH\ +\ SOCl_{2}\rightarrow {\mathit {R}}\!\!-\!COCl\ +\ HCl\ +\ SO_{2}}}}
En ofta använd och tämligen mild metod är genom en utbytesrektion med oxalylklorid, som även den är en syraklorid:
{\displaystyle {\rm {{\mathit {R}}\!\!-\!COOH\ +\ (COCl)_{2}\rightarrow {\mathit {R}}\!\!-\!COCl\ +\ HCl\ +\ CO\ +\ CO_{2}}}}
Syraklorider kan även framställas ur aldehyder som saknar väten i α-position:
{\displaystyle {\rm {{\mathit {R}}\!\!-\!CHO\ +\ Cl_{2}\rightarrow {\mathit {R}}\!\!-\!COCl\ +\ HCl}}}

## Allmänna egenskaper
Många syraklorider har en stickande lukt och är irriterande för ögon, hud, andningsorgan. Eftersom de saknar möjligheten att vätebinda är många syraklorider vätskor, fastän motsvarande karboxylsyra är fast. Syraklorider bör förvaras torrt eftersom de med lätthet hydrolyseras till karboxylsyra av luftens fuktighet.